# 黃權
黃權（?年—240年），字公衡，巴西郡阆中县（今四川省南充市阆中市）人，漢末三國時蜀漢將領，後無奈投降曹魏，歷仕劉璋、蜀漢及曹魏三股勢力。本是劉璋的部下，劉備入蜀後被招納並獲重用，後來劉備稱帝之後東征孫權爆發猇亭之戰時，黃權勸劉備不要東征伐吳，但劉備一意孤行，劉備戰敗後撤退的道路被吳軍切斷，不得已之下與龐林（龐統的弟弟）率眾一起投魏。

## 生平

### 弘雅思量
黃權年輕時，曾擔任過巴西郡吏，後來當時的益州牧劉璋徵召他做主簿。
建安十六年（211年），後來劉璋別駕張松建議劉璋與劉備結盟，攻打佔據漢中的張魯，並打算迎接邀請劉備來益州，劉璋同意。但黃權與劉巴、王累等人反對，“左將軍（指劉備）有驍勇聲名，現在請他入蜀，若用部曲之禮對待他，他會不滿不甘心；若以賓客之禮對待他，那一國豈能容下二位君主。如果客人（劉備）有泰山般的安穩，那主人（劉璋）就會有累卵之危。如今儘可以守緊邊境，以待時局的穩定。”劉璋不聽，派謀士法正去迎接劉備，而將黃權外放為廣漢縣長。
建安十九年（214年），後來劉備為奪取益州，與劉璋爆發戰爭。期間劉備在作戰之時派人招降附近的郡縣，多數郡縣都望風而降，但黃權則關閉城門，堅拒投降。劉璋向劉備投降，劉備在益州之戰中勝出並奪得益州，黃權亦因而投降，並被任命為偏將軍。

### 籌畫有方
建安二十年（215年），曹操攻打張魯，張魯兵敗逃到巴中時，黃權向劉備進言：「如果失去漢中，則三巴之地(巴東郡、巴郡、巴西郡)就會受到威脅，這就割去了蜀地的大腿與臂膀。」於是劉備讓黃權擔任護軍的重職，率領諸將進入巴中。但張魯已經回到南鄭，投降曹操。其後，劉備擊破巴郡賨人首領杜濩、巴郡七姓夷王樸胡，發動漢中之戰，攻殺曹操帳下名將夏侯淵，佔據漢中，皆是黃權所謀劃的。
建安二十四年（219年）劉備在爭奪漢中的漢中之戰中獲勝，奪得漢中，劉備佔領漢中後稱漢中王，領益州牧，又任命黃權為治中從事。
章武元年（221年），劉備稱帝，並打算親自征伐東吳，以報當日襲取荊州並擒殺關羽之仇。黃權勸誡劉備不可發兵但劉備不聽。同年劉備出征，並任命黃權為鎮北將軍，統率江北的軍隊以防備魏兵偷襲。次年劉備被東吳將領陸遜擊敗，蜀軍敗退，並造成黃權歸路被斷絕，回不去蜀漢，因而帶領手下將士投降曹魏。爾後有人向劉備提議嚴辦他的家屬，劉備說：「是我辜負黃權，黃權沒有辜負我。」於是如以往一樣照顧他的家屬。

### 忠義高節
黃權投降曹魏之後，深受魏文帝曹丕賞識重用，被任命為鎮南將軍，封育陽侯，加官為侍中。期間有蜀漢降兵謊報說劉備把黃權一家滅族了，曹丕下令為其發喪，黃權識破，要求禁止發喪；後來對降兵審問後，果然證實是假的。章武三年（223年），劉備逝世的消息傳到曹魏後，眾臣都慶賀，但唯獨黃權傷心，曹丕亦不責罰黃權。黃權後來又兼領益州刺史，搬到河南居住。在魏景初三年（蜀漢延熙二年，239年）十月，黃權又升任車騎將軍、儀同三司，但是在次年四月就去世了，諡號景侯。安葬於南陽郡獨山南部。

## 历史评价
- 《三國志》評：黄权弘雅思量……以所长，显名发迹，遇其时也。
- 徐眾：權既忠諫於主，又閉城拒守，得事君之禮。武王下車，封比干之墓，表商容之閭，所以大顯忠賢之士，而明示所貴之旨。先主假權將軍，善矣，然猶薄少，未足彰忠義之高節，而大勸為善者之心。
- 司馬懿在給諸葛亮的信中稱：黃公衡，快士也，每坐起歎述足下，不去口實。
- 楊戲：鎮北敏思，籌畫有方，導師禳穢，遂事成章。偏任東隅，末命不祥，哀悲本志，放流殊疆。

## 子女
- 黃崇，黃權留在蜀漢的兒子，尚書郎。魏滅蜀之戰時，在緜竹與鄧艾戰鬥被殺。
- 黃邕，黃權在曹魏的兒子，繼嗣。死后无子，爵除。

## 延伸阅读
[在维基数据编辑]
 《三國志/卷43》，出自陳壽《三國志》

1. ↑  《三國志·蜀書·黃李呂馬王張傳》：「時別駕張松建議，宜迎先主，使伐張魯。權諫曰：「左將軍有驍名，今請到，欲以部曲遇之，則不滿其心，欲以賔客禮待，則一國不容二君。若客有泰山之安，則主有累卵之危。可但閉境，以待河清。」璋不聽，竟遣使迎先主，出權為廣漢長。」
2. ↑  《三國志·蜀書·黃李呂馬王張傳》：「及先主襲取益州，將帥分下郡縣，郡縣望風景附，權閉城堅守，須劉璋稽服，乃詣降先主。先主假權偏將軍。」
3. ↑  《三國志·蜀書·黃李呂馬王張傳》：「及曹公破張魯，魯走入巴中，權進曰：「若失漢中，則三巴不振，此為割蜀之股臂也。」於是先主以權為護軍，率諸將迎魯。魯已還南鄭，北降曹公，然卒破杜濩、朴胡，殺夏侯淵，據漢中，皆權本謀也。
4. 1 2  《三國志·魏齊王芳紀》：（景初三年）冬十月，镇南将军黄权为车骑将军。……（正始元年）夏四月，车骑将军黄权薨。
5. ↑  《水經註·淯水》南陽西鄂縣條：淯水又南逕預山東，山上有神廟，俗名之爲獨山也。山南有魏車騎將軍黃權夫妻二冢，地道潛通，其冢前有四碑，其二魏明帝立，二是其子及臣吏所樹者也。